# Serie 4 (DBU København)
 For alternative betydninger, se Serie 4. (Se også artikler, som begynder med Serie 4)
Serie 4 (DBU København) er den tiendebedste fodboldrække (en blandt flere), i dansk fodbold.
Det er den femtebedste fodboldrække for herrer administreret af lokalunionen DBU København.

## Nuværende hold i Serie 4, Pulje 1
| Nuværende hold i Serie 4, Pulje 1 |
| --------------------------------- |
| Copenhagen Celtic                 |
| BK Folehaven                      |
| NV FK Herman                      |
| FC Newborn                        |
| Nøddealliancen                    |
| Olympique Odsherred               |
| BK Olympia 1921                   |
| Panteras C.F.                     |
| Slægtens BK                       |
| BK Sommersol                      |
| Sporting Fønix CF                 |
| Young Urbans FC                   |